# Задубрівці
Заду́брівці — село в Україні, у Снятинській міській громаді Коломийського району Івано-Франківської області.
Відповідно до Розпорядження Кабінету Міністрів України від 12 червня 2020 року № 714-р «Про визначення адміністративних центрів та затвердження територій територіальних громад Івано-Франківської області» увійшло до складу Снятинської міської громади.

## Історія
1469 рік — дата першої писемної згадки про село.
У 1934—1939 рр. село було центром об'єднаної сільської ґміни, яка об'єднувала 6 сіл Снятинського повіту.
1 травня 2018 р. варварськи зруйнуваний пам'ятник Т. Г. Шевченку.

## Соціальна сфера
- Школа[3]
- Амбулаторія — відкрита 31.12.2021[4]

## Церква
В селі діють два храми Івано-Франківської єпархії УПЦ КП (настоятель митрофорний протоієрей Василь Захарук):
- Храм Перенесення мощей святителя Миколая Мирлікійського, освячено в грудні 1996 року.
- Храм Почаївської ікони Матері Божої, освячено 2007 року.

## Відомі люди
- Кейван Марія Адріяна — письменниця.
- Гладій Василь Іванович (1972) — народний депутат України.
- Гуцуляк Борис Михайлович (17 липня 1927, Задубрівці - 2015) — український хімік, доктор хімічних наук, професор.
- Захарук Дмитро Васильович (1940) — український діяч, голова виконавчого комітету Івано-Франківської обласної ради народних депутатів, народний депутат України І-го демократичного скликання.
- Микитюк Іван Васильович (5 липня 1948, Задубрівці) — український скульптор, професор, Заслужений діяч мистецтв.[5]
- Ступарик Богдан Михайлович (1940—2002) — український педагог.
- Ткачук Євдокія ( 1939—2020) — майстриня художньої творчості.